# Säkerhetssprängämne
Säkerhetssprängämne är ett lågbrisant sprängämne som inte kan brisera "av sig självt" vid normal eller till och med i vissa fall hårdhänt behandling. För att initiera ett lågbrisant sprängämne används i lättare fall en tändpatron, även kallad tändhatt, som kan aktiveras med en eldslåga, eller en knallhatt som aktiveras med ett slag.
Vid sprängämnen, som är "mycket säkra" räcker inte en normal tändpatron för initiering, utan där använder man starkare medel, en detonator, som i sig är en minisprängladdning, som i sin tur kan initieras av svagare tändmedel.